# Tocaima
Tocaima ist eine Gemeinde (municipio) im Departamento Cundinamarca in Kolumbien. Die Stadt hat den Beinamen Ciudad Salud de Colombia, "Stadt der Gesundheit Kolumbiens".

## Geographie
Tocaima liegt auf einer Höhe von ungefähr 400 Metern etwa 100 km westlich von Bogotá genau in der Zone zwischen den Anden und dem Tal des Río Magdalena. Die Durchschnittstemperatur beträgt 28 °C. Die Gemeinde grenzt im Westen an Girardot, im Nordwesten an Nariño und Jerusalén, im Nordosten an Apulo, im Osten an Viotá und im Süden an Nilo und Agua de Dios.

## Bevölkerung
Die Gemeinde Tocaima hat 18.790 Einwohner, von denen 11.212 im städtischen Teil (cabecera municipal) der Gemeinde leben (Stand: 2019).

## Geschichte
Auf dem Gebiet des heutigen Tocaima lebte vor der Ankunft der Spanier das indigene Volk der Panches. Das moderne Tocaima wurde 1544 von Hernán Vanegas Carrillo unter dem Namen San Dionisio de los Caballeros de Tocaima gegründet und erhielt als einzige Stadt Kolumbiens das Stadtrecht direkt durch den spanischen König Carlos V. Der Ort spielte bei vielen wichtigen Ereignissen der Geschichte Kolumbiens eine Rolle.

## Wirtschaft
Die wichtigsten Wirtschaftszweige von Tocaima sind die Landwirtschaft und der Tourismus.